# Chirac, Charente

Chirac este o comună în departamentul Charente, Franța. În 1 ianuarie 2022 avea o populație de 779 de locuitori.